# Wereldkampioenschappen judo 2018
De wereldkampioenschappen judo 2018 werden van 20 tot en met 27 september gehouden in Bakoe, Azerbeidzjan. Er stonden vijftien onderdelen op het programma, zeven voor mannen, zeven voor vrouwen en een gemengde landenwedstrijd, die in 2020 voor het eerst olympisch is. Aan de gemengde landenwedstrijd deed een Koreaans team deel, bestaande uit zowel Noord- als Zuid-Koreaanse judoka's.
De Nederlandse judobond stuurde het maximumaantal van achttien judoka's naar de wereldkampioenschappen, een recordaantal. Maarten Arens, bondscoach van de judoploeg, sprak de verwachting uit twee Nederlandse medailles te winnen. Hij gaf ook aan zich met name te willen concentreren op de lichtgewichtklassen, die belangrijk zijn voor deelname aan de olympische landenwedstrijd.

## Programma
De mannen en vrouwen komen elk uit in zeven gewichtsklassen. Tot en met de kwartfinales vinden de wedstrijden dagelijks plaats vanaf 10:00 uur (lokale tijd). De halve finales, herkansingen en de finales vinden plaats vanaf 16:00 uur (lokale tijd). Het tijdsverschil met Nederland en België
| Gewichtsklasse  | Gewichtsklasse  | September   | September   | September   | September   | September   | September   | September   | September | September |
| Mannen          | Vrouwen         | 20          | 21          | 22          | 23          | 24          | 25          | 26          | 27        | Totaal    |
| --------------- | --------------- | ----------- | ----------- | ----------- | ----------- | ----------- | ----------- | ----------- | --------- | --------- |
| –60 kg          | –48 kg          | Goud · Goud |             |             |             |             |             |             |           | 2         |
| –66 kg          | –52 kg          |             | Goud · Goud |             |             |             |             |             |           | 2         |
| –73 kg          | –57 kg          |             |             | Goud · Goud |             |             |             |             |           | 2         |
| –81 kg          | –63 kg          |             |             |             | Goud · Goud |             |             |             |           | 2         |
| –90 kg          | –70 kg          |             |             |             |             | Goud · Goud |             |             |           | 2         |
| –100 kg         | –78 kg          |             |             |             |             |             | Goud · Goud |             |           | 2         |
| +100 kg         | +78 kg          |             |             |             |             |             |             | Goud · Goud |           | 2         |
| Landenwedstrijd | Landenwedstrijd |             |             |             |             |             |             |             | Goud      | 1         |
| Totaal          | Totaal          | 2           | 2           | 2           | 2           | 2           | 2           | 2           | 1         | 15        |

## Medailles

### Mannen
| Onderdeel           | Goud                           | Zilver                        | Brons                                 |
| ------------------- | ------------------------------ | ----------------------------- | ------------------------------------- |
| Klasse tot 60 kg    | Naohisa Takato Japan           | Robert Msjvidobadze Rusland   | Ryuju Nagayama Japan                  |
| Klasse tot 60 kg    | Naohisa Takato Japan           | Robert Msjvidobadze Rusland   | Amiran Papinasjvili Georgië           |
| Klasse tot 66 kg    | Hifumi Abe Japan               | Yerlan Serikzjanov Kazachstan | Georgi Zantaraja Oekraïne             |
| Klasse tot 66 kg    | Hifumi Abe Japan               | Yerlan Serikzjanov Kazachstan | An Ba-ul Zuid-Korea                   |
| Klasse tot 73 kg    | An Chang-rim Zuid-Korea        | Soichi Hashimoto Japan        | Hidayet Heydarov Azerbeidzjan         |
| Klasse tot 73 kg    | An Chang-rim Zuid-Korea        | Soichi Hashimoto Japan        | Mohammed Mohammadi Iran               |
| Klasse tot 81 kg    | Saeid Mollaei Iran             | Sotaro Fujiwara Japan         | Alexander Wieczerzak Duitsland        |
| Klasse tot 81 kg    | Saeid Mollaei Iran             | Sotaro Fujiwara Japan         | Vedat Albayrak Turkije                |
| Klasse tot 90 kg    | Nikoloz Sherazadishvili Spanje | Iván Felipe Silva Cuba        | Kenta Nagasawa Japan                  |
| Klasse tot 90 kg    | Nikoloz Sherazadishvili Spanje | Iván Felipe Silva Cuba        | Axel Clerget Frankrijk                |
| Klasse tot 100 kg   | Cho Gu-ham Zuid-Korea          | Varlam Liparteliani Georgië   | Nijaz Iljasov Rusland                 |
| Klasse tot 100 kg   | Cho Gu-ham Zuid-Korea          | Varlam Liparteliani Georgië   | Lkhagvasürengiin Otgonbaatar Mongolië |
| Klasse boven 100 kg | Goeram Toesjisjvili Georgië    | Ushangi Kokauri Azerbeidzjan  | Ulziibayar Duurenbayar Mongolië       |
| Klasse boven 100 kg | Goeram Toesjisjvili Georgië    | Ushangi Kokauri Azerbeidzjan  | Hisayoshi Harasawa Japan              |

### Vrouwen
| Onderdeel          | Goud                          | Zilver                                  | Brons                              |
| ------------------ | ----------------------------- | --------------------------------------- | ---------------------------------- |
| Klasse tot 48 kg   | Darja Bilodid Oekraïne        | Funa Tonaki Japan                       | Otgontsetseg Galbadrach Kazachstan |
| Klasse tot 48 kg   | Darja Bilodid Oekraïne        | Funa Tonaki Japan                       | Paula Pareto Argentinië            |
| Klasse tot 52 kg   | Uta Abe Japan                 | Ai Shishime Japan                       | Erika Miranda Brazilië             |
| Klasse tot 52 kg   | Uta Abe Japan                 | Ai Shishime Japan                       | Amandine Buchard Frankrijk         |
| Klasse tot 57 kg   | Tsukasa Yoshida Japan         | Nekoda Smythe-Davis Verenigd Koninkrijk | Sumiya Dorjsuren Mongolië          |
| Klasse tot 57 kg   | Tsukasa Yoshida Japan         | Nekoda Smythe-Davis Verenigd Koninkrijk | Christa Deguchi Canada             |
| Klasse tot 63 kg   | Clarisse Agbegnenou Frankrijk | Miku Tashiro Japan                      | Juul Franssen Nederland            |
| Klasse tot 63 kg   | Clarisse Agbegnenou Frankrijk | Miku Tashiro Japan                      | Tina Trstenjak Slovenië            |
| Klasse tot 70 kg   | Chizuru Arai Japan            | Marie-Eve Gahié Frankrijk               | Yoko Ono Japan                     |
| Klasse tot 70 kg   | Chizuru Arai Japan            | Marie-Eve Gahié Frankrijk               | Yuri Alvear Colombia               |
| Klasse tot 78 kg   | Shori Hamada Japan            | Guusje Steenhuis Nederland              | Marhinde Verkerk Nederland         |
| Klasse tot 78 kg   | Shori Hamada Japan            | Guusje Steenhuis Nederland              | Ma Zhenzhao China                  |
| Klasse boven 78 kg | Sarah Asahina Japan           | Idalys Ortiz Cuba                       | Larisa Cerić Bosnië en Herzegovina |
| Klasse boven 78 kg | Sarah Asahina Japan           | Idalys Ortiz Cuba                       | Kayra Sayit Turkije                |

### Gemengd
| Onderdeel    | Goud | Zilver | Brons |
| ------------ | --- | --- | --- |
| Gemengd team | Japan Chizuru Arai Sarah Asahina Hisayoshi Harasawa Soichi Hashimoto Shoichiro Mukai Kenta Nagasawa Yusei Ogawa Yoko Ono Akira Sone Momo Tamaoki Tsukasa Yoshida Arata Tatsukawa | Frankrijk Clarisse Agbegnenou Benjamin Axus Guillaume Chaine Axel Clerget Aurelien Diesse Marie-Eve Gahié Priscilla Gneto Alexandre Iddir Cyrille Maret Anne Fatoumata M'Bairo Hélène Receveaux Audrey Tcheuméo | Rusland Kamila Badurova Kseniia Chibisova Anzhela Gasparian Natalia Golomidova Denis Yartsev Mikhail Igolnikov Khusen Khalmurzaev Anastasiia Konkina Musa Mogushkov Alena Prokopenko Inal Tasoev Kazbek Zankishiev                      |
| Gemengd team | Japan Chizuru Arai Sarah Asahina Hisayoshi Harasawa Soichi Hashimoto Shoichiro Mukai Kenta Nagasawa Yusei Ogawa Yoko Ono Akira Sone Momo Tamaoki Tsukasa Yoshida Arata Tatsukawa | Frankrijk Clarisse Agbegnenou Benjamin Axus Guillaume Chaine Axel Clerget Aurelien Diesse Marie-Eve Gahié Priscilla Gneto Alexandre Iddir Cyrille Maret Anne Fatoumata M'Bairo Hélène Receveaux Audrey Tcheuméo | Korea An Baul An Chang-rim Ahn Joon-sung Cho Gu-ham Choi In-hyuk Gwak Dong-han Han Mi-jin Jeong Hye-jin Kim Chol-gwang Kim Ji-jeong Kim Ji-su Kim Jin-a Kim Min-jong Kim Min-jeong Kwon Sun-yong Kwon You-jeong Lee Seung-su Ri Hyo-sun |

### Medaillespiegel
| Plaats | Land                  | Goud | Zilver | Brons | Totaal |
| 1      | Japan                 | 8    | 5      | 4     | 17     |
| 2      | Zuid-Korea            | 2    | 0      | 1     | 3      |
| 3      | Frankrijk             | 1    | 2      | 2     | 5      |
| 4      | Georgië               | 1    | 1      | 1     | 3      |
| 5      | Iran                  | 1    | 0      | 1     | 2      |
| 5      | Oekraïne              | 1    | 0      | 1     | 2      |
| 7      | Spanje                | 1    | 0      | 0     | 1      |
| 8      | Cuba                  | 0    | 2      | 0     | 2      |
| 9      | Nederland             | 0    | 1      | 2     | 3      |
| 9      | Rusland               | 0    | 1      | 2     | 3      |
| 11     | Azerbeidzjan          | 0    | 1      | 1     | 2      |
| 11     | Kazachstan            | 0    | 1      | 1     | 2      |
| 13     | Verenigd Koninkrijk   | 0    | 1      | 0     | 1      |
| 14     | Mongolië              | 0    | 0      | 3     | 3      |
| 15     | Turkije               | 0    | 0      | 2     | 2      |
| 16     | Argentinië            | 0    | 0      | 1     | 1      |
| 16     | Bosnië en Herzegovina | 0    | 0      | 1     | 1      |
| 16     | Brazilië              | 0    | 0      | 1     | 1      |
| 16     | Canada                | 0    | 0      | 1     | 1      |
| 16     | China                 | 0    | 0      | 1     | 1      |
| 16     | Colombia              | 0    | 0      | 1     | 1      |
| 16     | Duitsland             | 0    | 0      | 1     | 1      |
| 16     | Korea                 | 0    | 0      | 1     | 1      |
| 16     | Slovenië              | 0    | 0      | 1     | 1      |
| Totaal | Totaal                | 15   | 15     | 30    | 60     |